# みんなでニホンGO!
『みんなでニホンGO!』（みんなでニホンゴー）は、NHK総合テレビジョンで放送されていた日本語を基盤にしたバラエティ番組である。
右記の放送時間の他に再放送もあり、総合テレビで水曜日25:30（木曜日1:30）から、BS2でも木曜日11:00から放送されていた。
本項では、続編の「セカイでニホンGO!」も扱う。

## 概要
2009年10月9日にパイロット版が放送され、その半年後の2010年4月1日よりレギュラー版がスタートした。日本語の違和感がある表現について、ゲストと一般人合わせて100人が議論・判定し、その後ビデオでその歴史を解説し、さらにその後に是非を再判定する。
2010年9月でレギュラー放送が終了したが、その後も単発版（2010年12月25日）が制作されている。
2011年7月から、新たなスタッフを加え「セカイでニホンGO!」として放送された。海外メディアの報道と日本独自の文化を掘り下げ、日本が今後どう進むべきか探る番組になった。

## 出演者

### 司会者

#### レギュラー版

##### みんなでニホンGO!
司会ほか
- 船越英一郎[8]
- 山崎弘也（アンタッチャブル）
- 松本あゆ美
- 梅津正樹[1]

「ことばおじさん」ことNHK嘱託アナウンサー。司会者席ではなく回答者席にいるため、コメンテーター的な役割である。2010年9月16日・23日放送分では、体調不良のため休養した船越に代わりメイン司会を担当。
この他に、ゲストタレント3-4名と一般の視聴者若干名が議論に加わった。
ザキヤマの逆におせえて! 外国人パネラーゲスト
1. トニー・ラズロ
2. マーティー・フリードマン
3. ダンテ・カーヴァー
4. パトリス・ルロワ
5. レオナルド・ベヌッチ
6. エバ・ハッサン
7. ダニエル・カール
8. マライ・メントライン
9. ロバート・ボールドウィン
10. チャダ
11. ローラ・チャン
12. JJ
13. ルロワ・パトリス

ナレーション
- 佐藤賢治

##### セカイでニホンGO!
司会
- 加藤晴彦
- 松本あゆ美 - 前作より続投
- 青井実[5]（NHKアナウンサー）
当初は松本和也が出演予定であったが、体調不良により降板したため青井に交代となった。

レギュラー
- 尾木直樹
- 山極寿一
- たかのてるこ
- 河本準一（次長課長）

形式上はこの通りであるが、実質は青井を司会にそれ以外のメンバーが円卓で座談会を繰り広げるという体裁である。
ナレーション
1. 大倉孝二
2. イ・ジオン
3. ネルソン・バビンコイ

##### パイロット版
- チュートリアル（徳井義実・福田充徳）
- 杉浦友紀（NHKアナウンサー）
- 中尾彬

### みんなでニホンGO! ・ゲスト・解説者ほか
| 回数         | 回答者（解説者も）*［］はスタジオ以外の出演者 |
| ------------ | --- |
| パイロット版 | 神山繁、うつみ宮土理、松尾貴史、榊原郁恵、眞鍋かをり、半田健人、藤本敏史（FUJIWARA）、大久保佳代子（オアシズ）、舟山久美子、ローラ・チャン、前田航基、町田健（一般人と同じ扱いで着席している） |
| 第1回        | 山本晋也、伊集院光、カンニング竹山、麻木久仁子、大宮エリー、上原さくら、加藤夏希、ローラ・チャン、名越康文                                                                                     |
| 第2回        | 板東英二、黒田知永子、勝村政信、西川史子、岩佐真悠子、山里亮太（南海キャンディーズ）、財部誠一                                                                                                 |
| 第3回        | 森永卓郎、室井佑月、ふかわりょう、山崎樹範、田野アサミ、手島優、泉谷閑示 |
| 第4回        | つんく♂、山田五郎、渡部建（アンジャッシュ）、麻木久仁子、中川翔子、清宮佑美、浜田ブリトニー |
| 第5回        | ほっしゃん。、中野裕太、藤本敏史（FUJIWARA）、荻原博子、おおたわ史絵、柳原可奈子、松井絵里奈                                                                                                   |
| 第6回        | 和田アキ子、江川達也、中田敦彦（オリエンタルラジオ）、岡田圭右（ますだおかだ）、スザンヌ、山口仲美、ボビー・オロゴン                                                                           |
| 第7回        | 榊原郁恵、山本太郎、ビビる大木、日村勇紀（バナナマン）、ローラ・チャン、篠田麻里子（AKB48）、山根一眞、阿辻哲次、ゾマホン・ルフィン                                                            |
| 第8回        | 東ちづる、カンニング竹山、ザ・たっち、芹那、あゆか、［エド・はるみ］ |
| 第9回        | 黒鉄ヒロシ、松本明子、ギャル曽根、くわばたりえ（クワバタオハラ）、藤本敏史（FUJIWARA）、町田健、［ザ・たっち］                                                                                 |
| 第10回       | 渡辺徹、麻木久仁子、笛木優子、岡田圭右（ますだおかだ）、大沢あかね、萩谷麻衣子、香西秀信 |
| 第11回       | 高畑淳子、高橋ジョージ、小籔千豊、嶋大輔、柳原可奈子、鈴木あきえ、植木理恵、［青井実アナウンサー、町田健、泉谷閑示］                                                                           |
| 第12回       | 藤田朋子、石塚英彦、出川哲朗、大宮エリー、トリンドル玲奈、泉谷閑示、市川真人、［田原総一朗、アジアン］                                                                                         |
| 第13回       | 徳光和夫、山田五郎、榊原郁恵、岡田圭右（ますだおかだ）、増田明美、上原美優、宮沢章夫、鉄拳、［有森裕子、プリティ長嶋］                                                                         |
| 第14回       | 石田純一、麻木久仁子、高田延彦、MEGUMI、大島麻衣、名越康文、林成之 |
| 第15回       | かとうかず子、 山本太郎、藤本敏史（FUJIWARA）、加藤夏希、ローラ・チャン、ロバート・キャンベル、山口謠司                                                                                        |
| 第16回       | 陣内孝則、大宮エリー、ゴリ（ガレッジセール）、小沢一敬（スピードワゴン）、佐藤唯、あゆか、井上史雄                                                                                             |
| 第17回       | 野沢直子、パックン（パックンマックン）、神戸蘭子、ルロワ・パトリス、トリンドル玲奈、アダム・フルフオード、早川勇                                                                               |
| 第18回       | 冨士眞奈美、堀ちえみ、島崎和歌子、石井正則（アリtoキリギリス）、岡田圭右（ますだおかだ）、安田美沙子、名越康文、阿辻哲次、［南伸坊、ロザン］                                                   |
| 第19回       | 第18回と同じ出演者（スタジオゲストのみ） |
| 第20回       | 福澤朗、渡辺真理、ダンテ・カーヴァー、井上史雄、飯間浩明、塩田雄大、［エド・はるみ］ |
| 第21回       | 俵万智、津田大介、倉科カナ、植木理恵、飯間浩明、柳澤秀夫、塩田雄大、［AKB48、Wコロン］ |

### セカイでニホンGO! ・ゲスト・解説者ほか
| 回数   | 回答者（解説者も）                                                                         |
| ------ | ------------------------------------------------------------------------------------------ |
| 第1回  | 勝村政信、サミ・ポップ                                                                     |
| 第2回  | 小島慶子、千原ジュニア（千原兄弟）                                                         |
| 第3回  | 小林幸子                                                                                   |
| 第4回  | 渡辺美奈代、パックン（パックンマックン）、千原ジュニア（千原兄弟）                         |
| 第5回  | いとうあさこ、パックン（パックンマックン）、宋文洲、町山智浩                               |
| 第6回  | 山里亮太（南海キャンディーズ）、パックン（パックンマックン）、にしゃんた、宋文洲、町山智浩 |
| 第7回  | 犬養裕美子、フィリップ・バットン、宋文洲                                                   |
| 第8回  | 青木さやか、宋文洲、西出博子、アダム・フルフオード、バシャール・アブドゥルアジーズ         |
| 第9回  | 竹内薫、山里亮太、宋文洲                                                                   |
| 第10回 | 宋文洲、パックン（パックンマックン）、宇野常寛、小野由美子                                 |

## テーマ
| 回数         | テーマ                                                                        |
| ------------ | ----------------------------------------------------------------------------- |
| パイロット版 | よろしかったでしょうか、レバニラ、MMK（もててもてて困る）                     |
| 第1回        | 全然、うざい、エロ                                                            |
| 第2回        | させていただきます、卵焼きと玉子焼き                                          |
| 第3回        | 他人事告白（「好きかも」など）、フツーに                                      |
| 第4回        | パネェ、"弩"（「超ド級」のド）                                                |
| 第5回        | ○○様、（店員のあいさつの）輪唱                                                |
| 第6回        | オノマトペ（擬態語・擬音語）、和製熟語                                        |
| 第7回        | 「人」という漢字の成り立ち、白川静の漢字研究                                  |
| 第8回        | とんでもございません、～っしょ                                                |
| 第9回        | ～になります、すし1カンと言えば1個？2個？                                     |
| 第10回       | 振り込め詐欺のテクニック、～的                                                |
| 第11回       | ～じゃん、～じゃないですか                                                    |
| 第12回       | やばい、ボクっ娘                                                              |
| 第13回       | 長嶋茂雄の引退の言葉は永遠?永久?、有森裕子は「自分をほめてあげたい」と言った? |
| 第14回       | ガンバレ、肉といえば豚肉?牛肉?                                                |
| 第15回       | カタカナ語、携帯の絵文字                                                      |
| 第16回       | 方言                                                                          |
| 第17回       | 海を渡った日本語スペシャル“西洋編”                                            |
| 第18回       | 「鬱」という漢字の成り立ち、日本ローマ字化計画                                |
| 第19回       | 日本ローマ字化計画（続き）、ユニークな名前                                    |
| 第20回       | 反響にお答えスペシャル                                                        |
| 第21回       | 2010流行語スペシャル                                                          |

### セカイでニホンGO!ニホン・サイコーのテーマ
| 回数   | テーマ                                   |
| ------ | ---------------------------------------- |
| 第1回  | リスクを恐れるニホン人たちへ!            |
| 第2回  | メイド・イン・ジャパンの底力             |
| 第3回  | ニホン人の、幸せってなんだっけ?          |
| 第4回  | 学力までもガラパゴス? 最新ニホン教育事情 |
| 第5回  | 人生で大切なことは怪獣から教わった       |
| 第6回  | ”シュウカツ”長寿大国ニホンの幸せ探し     |
| 第7回  | ニホンのSASHIMIがセカイを変える?         |
| 第8回  | ニホンのソウジはスゴイ!?                 |
| 第9回  | 科学立国ニホンの未来                     |
| 第10回 | 「ニホン式」がよみがえる！（最終回）     |

## コーナー
- ザキヤマの逆におせえて!

1つ目と2つ目のテーマの間にあるコーナー。普段使っていて語源がわからない日本語について外国人が説明する。コーナー名は、日本語のプロである山崎が外国人に日本語のことを教えられるところから。第6回と第7回では外国人ではなくNHK放送文化研究所の塩田雄大が担当した。
- 今週のなんかへんなかんじ（NHK）

エンディングのコーナー。松本が、ある地方でだけ使う変わった言い回しや、街中のおかしな看板など、変な感じのする言葉を視聴者から募集して紹介する。
- NEWSセカイ一周

セカイでニホンGO!のコーナー。日本の報じられ方にスポットを当てる。

## 書籍
レギュラー化直後の2010年7月に、祥伝社から番組の書籍2冊が同時刊行された。いずれもNHK「みんなでニホンGO!」制作班編著
- 「みんなでニホンGO!オフィシャルブック　正しい日本語は本当に“正しい”の?」 ISBN 978-4-396-61372-3

パイロット版と2010年4-6月に放送された番組の中からの抜粋。日本語の正しい使い方、気になる言葉について様々なジャンルに分けて掲載してある
- 「松本あゆ美のNHK（なんか・へんな・かんじ）講座　全国から気になる日本語を集めちゃいました!」 ISBN 978-4-396-61373-0

番組最後のミニコーナー「今週のNHK=なんか・へんな・かんじ」から、未放送作品を含めて全国各地の珍しい地名・看板、地域限定の言葉などについてまとめてある。また松本へのインタビューなども収録

## その他
- 第17回（2010年9月9日）のレギュラー放送は、関西地区のみ別番組に差し替えられた。

同日昼の、大阪府知事と大阪市長の対談の様子を録画放送したためであるが、他の番組（サラリーマンNEO・WALKING EYES アルクメデス）が放送日時変更で対応したのに対し、この番組は放送休止となった。よって関西地方では、9月15日深夜の再放送枠での放送が、レギュラー放送の代替となった。番組最後のNHKのコーナーでは大阪府の視聴者からの投稿が採用されたが、肝心の関西では深夜にしか放送されないという事態となった。